# マンション・ハウス駅
マンション・ハウス駅（マンション・ハウスえき、英語: Mansion House station）はロンドンのシティ・オブ・ロンドンにあるロンドン地下鉄の駅である。
サークル線とディストリクト線が発着する。この駅はトラベルカードゾーン1 (Travelcard Zone 1) 内にある。

## 概要
クイーン・ヴィクトリア・ストリートとキャノン・ストリートの交差点の地下にある地下駅である。
シティ・オブ・ロンドンの市長官邸であるマンション・ハウスに近いが、実際にはバンク駅の方がより近い。

## 歴史
この駅は1871年7月3日にメトロポリタン・ディストリクト鉄道（MDR、現在のディストリクト線）が路線をブラックフライアーズ駅から延伸した際に開業した。この駅はMDRの新しい東側の終着駅となった。
MDRはメトロポリタン鉄道（MR、現在のメトロポリタン線）とサウス・ケンジントン駅でつながっており、両鉄道はライバルであったが、「内環状線」（インナー・サークル）というそれぞれの列車が相手の路線に直通する運転を行った。
1872年2月1日、MDRの北方面支線がアールズ・コート駅からアディション・ロード駅（Addison Road station、現在のケンジントン・オリンピア駅）まで開業し、West London Extension Joint Railway（WLEJR、現在のウェスト・ロンドン線）と接続するようになる。この時からアウター・サークル（Outer Circle、外環状線）系統がMDRの路線を経由して運行されるようになった。この系統はノース・ロンドン鉄道(NLR)により同鉄道の終着駅ブロード・ストリート駅（かつてシティにあったが現存しない）からウィルズデン・ジャンクション駅までノース・ロンドン線を、そこからアディション・ロード駅までウェスト・ロンドン線を、そしてそこからMDRをマンション・ハウス駅までを運行する、という形態であった。
1872年8月1日より、ウェストミンスターを通過するミドル・サークルもまた運行を開始した。この系統はムーアゲートからインナーサークル北側のMRの路線をパディントンまで走り、そこからラティマー・ロード駅までハマースミス&シティ鉄道（Hammersmith & City Railway、H&CR、現在のハマースミス&シティ線）を走り、そこからMDR線をマンション・ハウス駅まで運行するというものである。この系統はH&CRとMDRが共同で運行した。
1884年10月10日、MDRとMRはマーク・レーン駅（現在は廃止）まで路線の東側を延伸し、これによりインナー・サークルが環状線として完成した。
1900年6月30日、ミドル・サークル系統はアールズ・コート駅とマンション・ハウス駅の間の運行を取り止め、1908年12月31日にはアウター・サークルも運行を取り止めた。
1920年代に、この駅の入口はチャールズ・ホルデンの設計で再築された。1924年から1926年に延伸したシティ・アンド・サウス・ロンドン鉄道（現在のノーザン線）の駅同様の彼特有の駅デザインで建設された。 
1949年、メトロポリタン線の運行するインナーサークル系統は、路線図において「サークル線」として記載されるようになった。

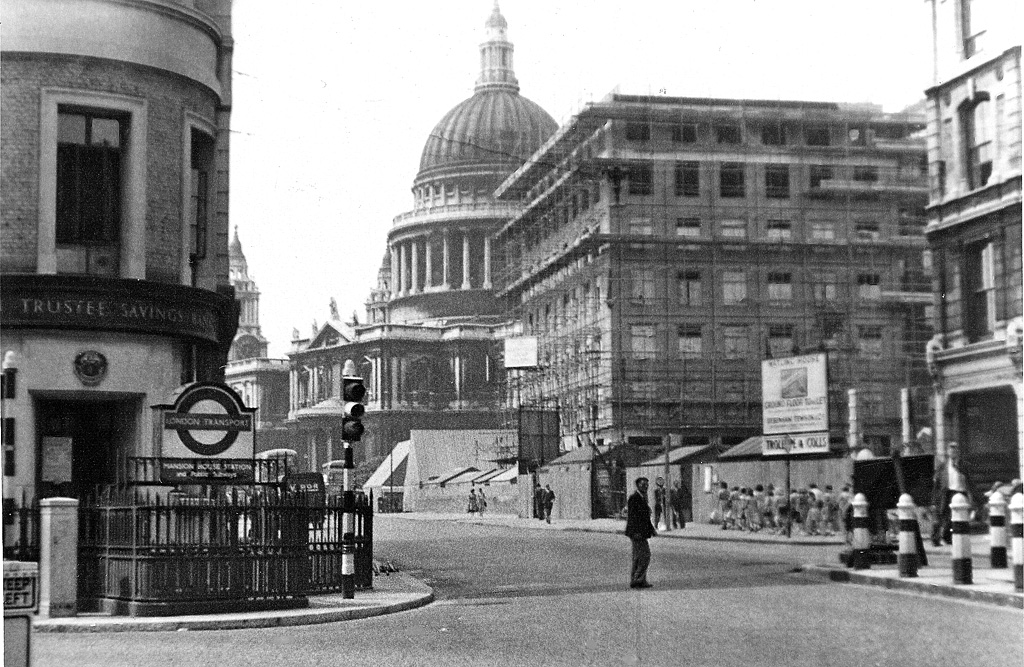
1955年当時のキャノン・ストリートにある出口

1989年10月29日、駅は新しい入口とリニューアルのために閉鎖し、その後1991年2月11日に再開している。

## トリビア
この駅はしばしばクイズの問題に登場する。すなわち、ロンドン地下鉄の中で名称に5つの母音すべてを含む駅は2つあるが、それはどこか、というものである。正解のもうひとつの駅は、サウス・イーリング駅である。

## バス路線
ロンドンバスの11、15、17、23、26、76、100、172、388、521系統とヘリテージルートの15H、ナイトバスのN11、N15、N21、N26、N76、N199、N550、N551系統が当駅を経由する。

## 隣の駅
ロンドン交通局
ロンドン地下鉄
■サークル線
ブラックフライアーズ駅 - マンション・ハウス駅 - キャノン・ストリート駅
■ディストリクト線
本線
ブラックフライアーズ駅 - マンション・ハウス駅 - キャノン・ストリート駅